# غاندياي

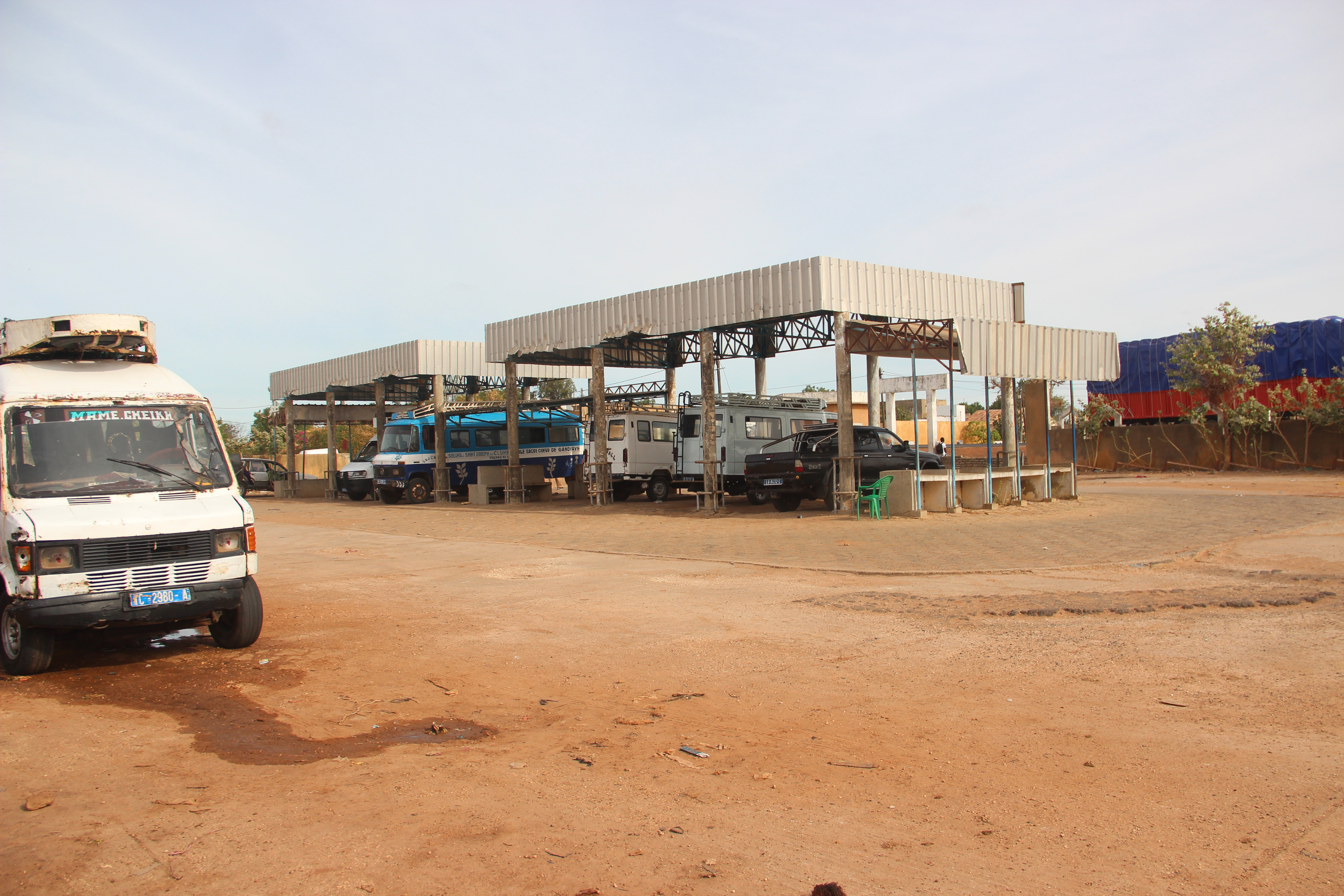
محطة الحافلات في غاندياي

اندياي هي بدلة وبلدية في مقاطعة كاولاك، وسط السنغال، على طول الطريق الوطني 1 على بعد حوالي 24 كيلومترًا من كاولاك. يبلغ تعداد السكان (2002) حوالي 10000

## السكان
تتكون البلدية من المجموعات العرقية سيريريون والولوف والفولاني  وبمبارة والجولائيون. وتضم البلدية بلدات ثيومبي، ولو ديا، وونديبل الريفية.

## الاقتصاد
تعتمد المنطقة اساس على الزراعة، بالإضافة إلى التجارة التي تعتمد على لحركة المرور بالطريق السريع. كما يمارس في المنطفة نشاط الصيد في روافد نهر السلوم.

## التنظيم
منذ عام 2002 كان رئيس بلدية غاندياي هو الدكتور الحاج غيي. المنطقة تتنوع بين الإسلام والمسيحية الكاثوليكية وأتباع الديانة السيريرية. يوجد في البلدة مقبرة إسلامية وكاثوليكية.

## روابط خارجية
- صفحة الويب الرسمية لـ غاندياي (عبر أرشيف الإنترنت )

## ملحوظات
1. ↑  GeoNames (بالإنجليزية), 2005, QID:Q830106
2. ↑  In (بالفرنسية: Peul) or Peulh; in (بالفولانية: Fulɓe).